# Andreas Rasch-Christensen
Andreas Rasch-Christensen (født 2. juni 1971 i Kolding) er forsknings- og udviklingschef ved professionshøjskolen VIA University College. Han er uddannet cand.mag. i historie og samfundsfag ved Aarhus Universitet og har en ph.d. fra DPU, Aarhus Universitet.

## Uddannelse og karriere
Andreas Rasch-Christensen er uddannet cand. mag. i historie og samfundsfag (1998) fra Aarhus Universitet og opnåede i 2010 ph.d.-graden fra DPU, Aarhus Universitet.
Fra 1998-2007 var han lektor på læreruddannelsen i Skive (nu en del af professionshøjskolen VIA University College). I 2007 blev han uddannelseschef og i 2010 forsknings- og udviklingschef i VIA Pædagogik & Samfund, hovedområdet for de pædagogiske og socialfaglige uddannelser og forskningsområder.
Rasch-Christensen blev i 2023 medlem af Trivselskommissionen, der blev nedsat for at udarbejde konkrete anbefalinger til at afhjælpe problemer med danske børn og unges mistrivsel.
Andreas Rasch-Christensen er født i Kolding og opvokset i Haderslev. Han bor i dag Aarhus med sin kone og to børn.

## Formidling
Andreas Rasch-Christensen optræder hyppigt i medierne og som oplægsholder om dagtilbud, folkeskolen og læreruddannelsen. Han er forfatter til en række videnskabelige artikler, kronikker i aviser og bidrag til bøger. Hans forskning har de senere år rettet sig mod folkeskolen, herunder forskning i inklusion, læreplaner, didaktik og skoleledelse. Aktuelt sidder han i den videnskabelige styregruppe for følgeforskning i den danske skolereform.

## Kritik
Andreas Rasch-Christensen er anmeldt til Nævnet for Videnskabelig Uredelighed i en sag, der omfatter anklager om citatfusk, fabrikation af data, plagiat og misrepræsentation af andres forskning. Andreas Rasch-Christensen og ni andre anklagede forskere blev i marts 2019 frifundet for alle anklager.
Andreas Rasch-Christensen har været anmeldt for og erkendt vidtgående plagiat i forbindelse med udgivelsen af en bog om fodboldstjernen Luis Suárez. Sagen fik ingen følger for Andreas Rasch-Christensens stilling som forskningschef ved VIA University College, fordi han, ifølge institutionens rektor, Harald Mikkelsen, kun havde plagieret i sin fritid.